# Мелофон
Мелофон (англ. mellophone, mellophonium, tenor cor, фр. cor alto, нем. Altkorno, Alt-Corno [альтгорн]) — медный духовой инструмент, использующийся вместо валторны в американских духовых оркестрах. Строй F/фа или Es/ми-бемоль малой октавы.
Натуральный звукоряд мелофона F:
Устаревшая разновидность мелофона по внешнему виду напоминает одинарную валторну, но в отличие от неё у мелофона значительно короче длина трубки (мелофон F звучит выше валторны F на октаву) и вместо поворотных вентилей под левую руку на мелофоне используются помповые вентили под правую руку.
Мелофон широко используется в маршевых духовых оркестрах США вместо валторны, так как на мелофоне легче звукоизвлечение и удобнее играть на ходу. Для использования в таких оркестрах существует специальная разновидность мелофона с направленным вперёд раструбом.
Чашка мундштука современного маршевого мелофона по форме схожа с чашкой трубного мундштука и больше его в диаметре. Чашка мундштуков мелофонов старого образца более глубокая и схожа с мундштуком для альтгорна или валторны. Существуют специальные адаптеры-переходники для использования валторнового мундштука на мелофоне.

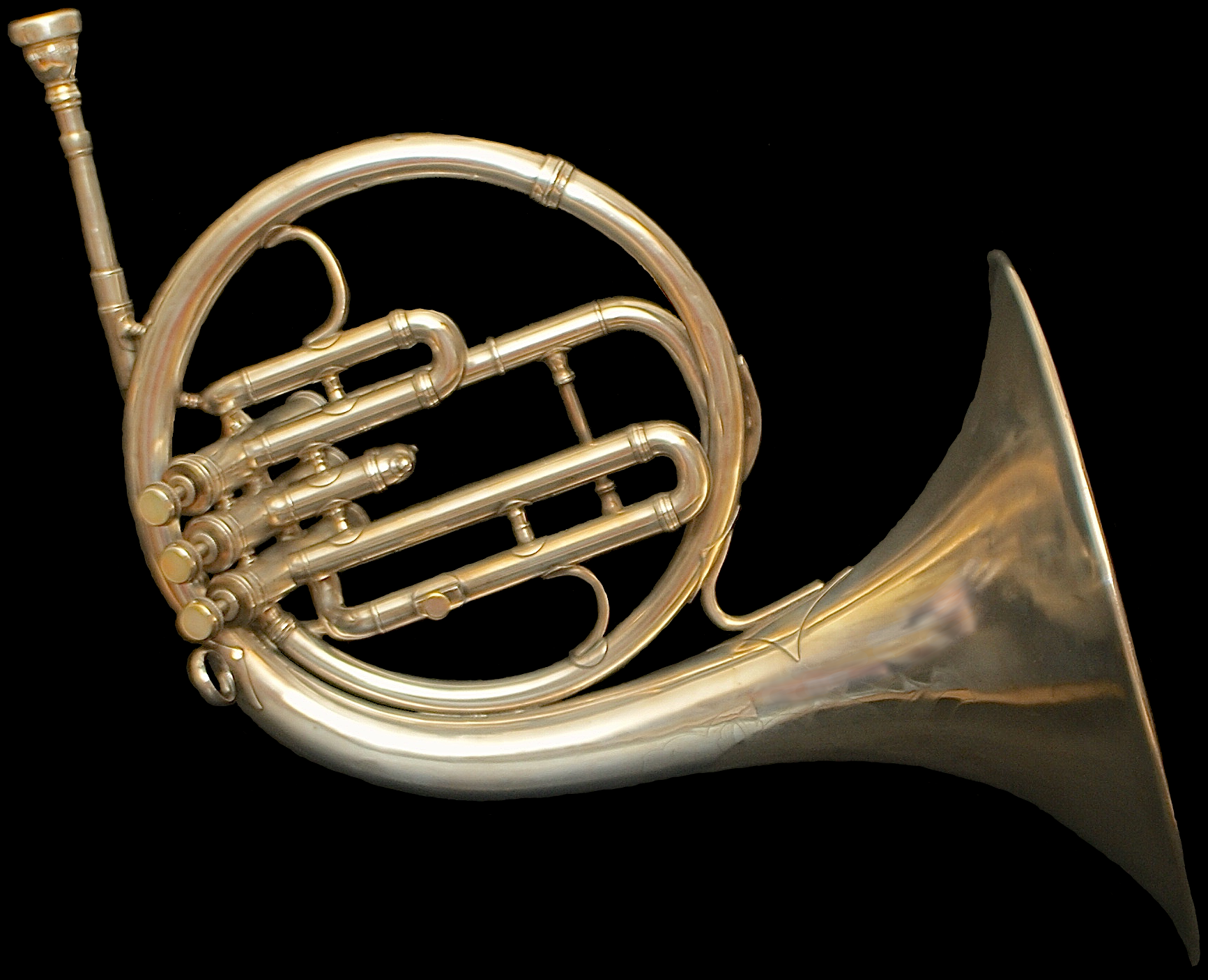
Мелофон старого образца